# Озеро Надежды
О́зеро Наде́жды (лат. Lacus Spei) — относительно небольшое лунное море, расположенное в северо-восточной части видимой стороны Луны.
Селенографические координаты объекта — 43°00′ с. ш. 65°00′ в. д. / 43,0° с. ш. 65,0° в. д., диаметр составляет 80 км.
Севернее озера расположен кратер Меркурий (лат. Crater Mercurius), на востоке — кратер Зенон (лат. Crater Zeno), на юге — кратер Мессала (лат. Crater Messala), а на западе кратеры Керрингтон (лат. Crater Carrington), Шумахер (лат. Crater Schumacher) и Озеро Вечности.

## Этимология
Эта область изначально получила название «Струве» (лат. Struve) и под № 346 была включена в первую официальную номенклатуру объектов на поверхности Луны Международного Астрономического союза, изданную М. А. Благг и К. Мюллером в 1935 году.
В каталоге The System of Lunar Craters, изданном Д. Артуром в 1963—1966 годах, кратер Отто Струве был переименован в Струве. Чтобы избежать путаницы, рассматриваемой области было присвоено название Море Струве (лат. Mare Struve).
В 1976 году Озеро Надежды получило нынешнее название.